# Mateo Levato
Mateo Levato (n. Pergamino, Buenos Aires, Argentina; 7 de junio de 1996) es un futbolista argentino que juega de delantero centro y su equipo actual es Universidad de Concepción de la Primera B de Chile.

## Trayectoria
Hizo inferiores en Douglas Haig y Argentino Pergamino, llegando a debutar en este último en el Federal C. 
A mediados de 2017 llega a Los Andes, donde firma su primer contrato profesional. Hizo su debut en la liga el 17 de julio ante San Martín de Tucumán, al que siguió su primer gol con el club dos semanas después en el empate ante Estudiantes de San Luis. Después de seis apariciones ingresando desde el banco de suplente, Mateo fue titular por primera vez en un partido con Guillermo Brown en octubre de 2018.
En agosto de 2019 pasa a préstamo a Flandria para disputar el Campeonato de Primera B 2019-20 (Argentina). Su primera aparición llegó el 13 de octubre contra el Deportivo Armenio. En total jugó 16 partidos y marcó 7 goles en una temporada que se suspendió en marzo por la Pandemia de COVID-19.
A mediados de 2020 vuelve a Los Andes. Luego de un año sin jugar y conflictos entre el club y el representante del jugador, se marcha libre a Deportivo Morón firmando contrato hasta diciembre de 2022.
En enero de 2023 llega a Patronato para disputar el Campeonato de Primera Nacional 2023 y la Copa Libertadores 2023.

## Vida personal
Es sobrino de los exfutbolistas Diego y Mauricio Levato, quienes jugaron en la Primera División con Los Andes a principios de la década de 2000.

## Estadísticas
Actualizado al 6 de julio de 2025.

| Club | Div.          | Temporada     | Liga  | Liga  | Copas | Copas | Copas | Copas | Total | Total | Media |
| Club | Div.          | Temporada     | Part. | Goles | Part. | Goles | Part. | Goles | Part. | Goles | Media |
| --- | ------------- | ------------- | ----- | ----- | ----- | ----- | ----- | ----- | ----- | ----- | ----- |
| Argentino (P) Argentina | 4.ª           | 2016          | 12    | 2     | —     | —     | —     | —     | 12    | 2     | 0.17  |
| Argentino (P) Argentina | Total         | Total         | 12    | 2     | 0     | 0     | 0     | 0     | 12    | 2     | 0.17  |
| Los Andes Argentina | 2.ª           | 2016-17       | 2     | 1     | 0     | 0     | —     | —     | 2     | 1     | 0.5   |
| Los Andes Argentina | 2.ª           | 2017-18       | 1     | 0     | —     | —     | —     | —     | 1     | 0     | 0     |
| Los Andes Argentina | 2.ª           | 2018-19       | 11    | 0     | —     | —     | —     | —     | 11    | 0     | 0     |
| Los Andes Argentina | Total club    | Total club    | 14    | 1     | 0     | 0     | 0     | 0     | 14    | 1     | 0.07  |
| Flandria Argentina | 3.ª           | 2019-20       | 16    | 7     | —     | —     | —     | —     | 16    | 7     | 0.44  |
| Flandria Argentina | Total         | Total         | 16    | 7     | 0     | 0     | 0     | 0     | 16    | 7     | 0.44  |
| Deportivo Morón Argentina | 2.ª           | 2021          | 18    | 3     | 0     | 0     | —     | —     | 18    | 3     | 0.17  |
| Deportivo Morón Argentina | 2.ª           | 2022          | 33    | 4     | 1     | 0     | —     | —     | 34    | 4     | 0.12  |
| Deportivo Morón Argentina | Total         | Total         | 51    | 7     | 1     | 0     | 0     | 0     | 52    | 7     | 0.13  |
| Patronato Argentina | 2.ª           | 2023          | 26    | 3     | —     | —     | 3     | 2     | 29    | 5     | 0.17  |
| Patronato Argentina | Total         | Total         | 26    | 3     | 0     | 0     | 3     | 2     | 29    | 5     | 0.17  |
| Ferro Argentina | 2.ª           | 2024          | 35    | 10    | —     | —     | —     | —     | 35    | 10    | 0.29  |
| Ferro Argentina | Total         | Total         | 35    | 10    | 0     | 0     | 0     | 0     | 35    | 10    | 0.29  |
| Delfín S. C. · Ecuador | 1.ª           | 2025          | 17    | 1     | 0     | 0     | —     | —     | 17    | 1     | 0.06  |
| Delfín S. C. · Ecuador | Total         | Total         | 17    | 1     | 0     | 0     | 0     | 0     | 17    | 1     | 0.06  |
| Total carrera | Total carrera | Total carrera | 171   | 31    | 1     | 0     | 3     | 2     | 175   | 33    | 0.19  |
| (1) La copa nacional se refiere a la Copa Argentina y Supercopa Argentina. (2) La copa internacional se refiere a la Copa Libertadores. |               |               |       |       |       |       |       |       |       |       |       |